# Феноменализм
Феноменали́зм — философское учение о том, что мы познаем не сущность вещей, «вещи в себе», а лишь явления.
В основе феноменализма лежит исследование объектов познания с онтологической и гносеологической точек зрения.
В первом случае объекты рассматриваются независимо от вопроса об их воспроизводимости в познании, исключительно с точки зрения взаимозависимости и относительного значения их свойств как известных форм и проявлений бытия. При этом оказывается, что одни свойства могут быть признаны постоянными и первоначальными, другие — сменяющимися и производными. Так, например, плотность или масса представляет постоянное свойство всех материальных объектов сравнительно с их цветом, формой и другими чувственно воспринимаемыми свойствами. Эти последние при известной точке зрения могут быть признаны лишь различными проявлениями массы. 
 
В такое же отношение могут быть поставлены ощущения, чувства, представления и другие сменяющиеся элементы сознания к той постоянной основе душевной жизни, которая принимается в некоторых философских системах и называется душой или субстанциальным единством сознания. Неизменные и основные свойства и состояния выражают пребывающую, или субстанциальную, сущность вещей, производные же и изменчивые относятся к сущности вещей, лишь поскольку она является, то есть, оставаясь внутренне тождественной, обнаруживает те или другие поверхностные видоизменения своего бытия. Всё, что относится ко второй категории, признается явлениями, или феноменами. 

Отнесение вещей и их свойств к области феноменов или к области субстанциальной действительности зависит от принятия той или иной философской или специально-научной точки зрения. Если с химической точки зрения лёд, вода и водяной пар должны быть признаны феноменами одной и той же сущности, то есть определённого соединения водорода с кислородом, то в натурфилософии под понятие феномена могут подойти как сам кислород и водород, так и вообще все виды вещественности, коль скоро все они понимаются как видоизменение одной первоосновы, например, материи — в традиционном материализме, силы и энергии — в динамизме. Когда философское исследование приводит к отрицанию всего субстанциального — как, например, в философии Юма, — понятие феномена не теряет своего значения, а напротив, вытесняет понятие субстанции, выражая собой единственную форму бытия.
При гносеологическом исследовании состава нашего опыта и познания смысл понятия феномена существенно изменяется. В этом случае содержание восприятий и основных форм познания рассматривается с точки зрения воспроизводимости в нём сущности вещей, какова она сама в себе, то есть вне всякого отношения к познанию. При этом сам акт восприятия и познания рассматривается как слагающийся из воздействий трёх различных факторов: 
1. познаваемого объекта
2. познающего субъекта (наблюдателя)
3. посредствующей среды, влияние которой должно быть принято во внимание во всех тех случаях, когда непосредственное взаимодействие субъекта и объекта не может быть твёрдо установлено.

Исходя из такой точки зрения, теория познания выводит, что во многих случаях содержание как восприятий, так и познавательных актов вовсе не передает свойств познаваемых нами объектов, но обусловливается в своей качественности и форме природой самого познавательного акта. Так, например, цветность, звучность, твёрдость, мягкость и другие чувственные качества, несмотря на их видимую принадлежность материальным вещам, должны быть признаны состояниями нашего сознания, реагирующего через посредство органов чувств на совершенно иные свойства и процессы внешних объектов, вовсе не воспроизводимые в наших чувственных восприятиях. Такое же значение в смысле воспроизведения познаваемой нами действительности может быть приписано формам времени и пространства, представлениям, понятиям и всем формальным и конститутивным принципам познания.